# Westminster Central Hall

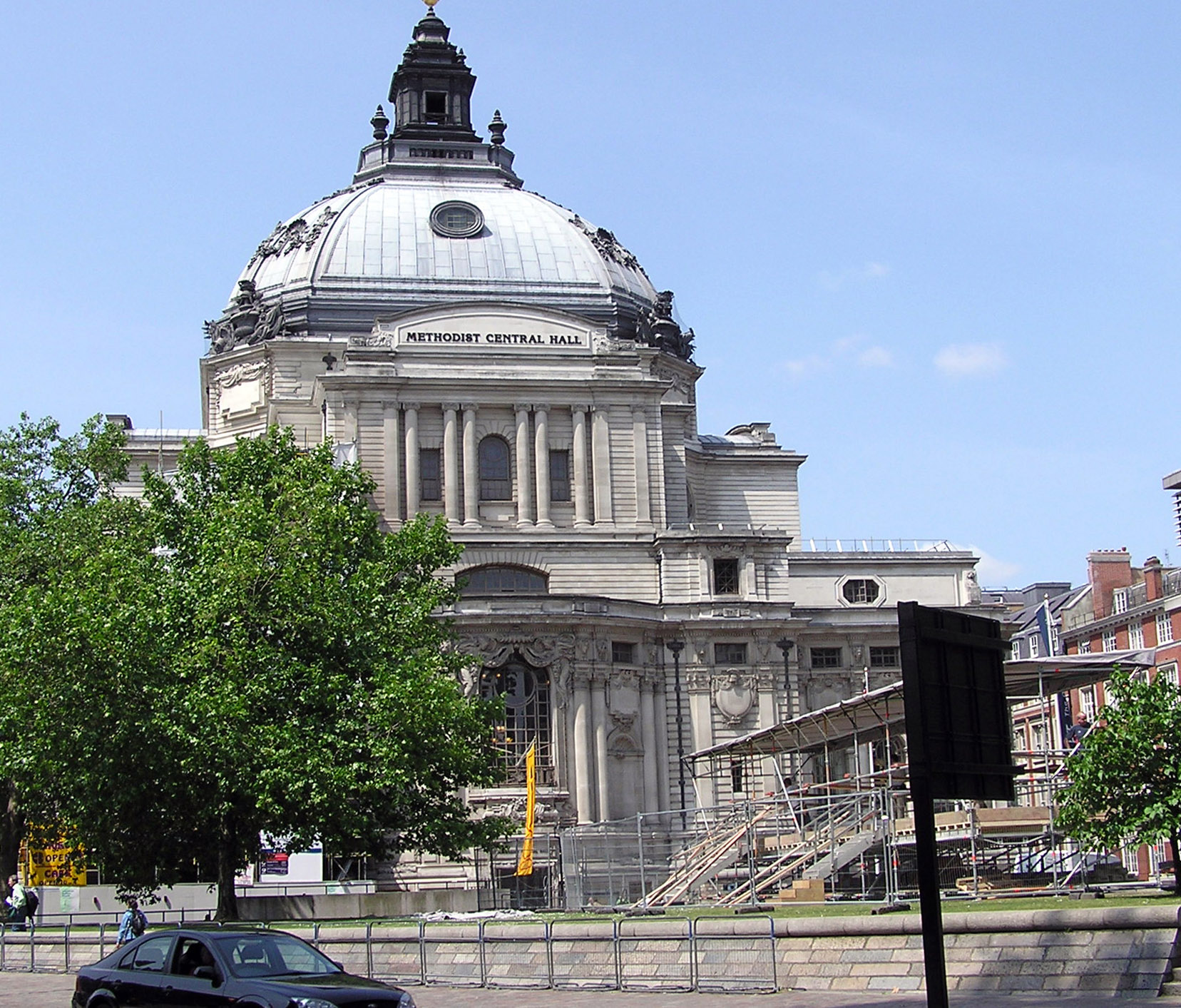
Westminster Central Hall.

A Westminster Central Hall (em português: Salão Central de Westminster) é um local multiuso em Westminster, Londres, servindo principalmente como uma igreja metodista e um centro de conferências. O edifício, que é uma atração turística, também abriga uma galeria de arte, um restaurante e um edifício de escritórios (anteriormente como sede da Igreja Metodista da Grã-Bretanha até 2000). Contém 22 salas de conferências, reuniões e seminários, sendo a maior delas o Grande Salão, com capacidade para 2 300 pessoas. O Salão Central também atua como um importante lugar espiritual e sagrado para os metodistas.
O Salão Central Metodista ocupa a esquina da Tothill Street com a Storeys Gate, perto da Victoria Street, em Londres, perto da junção com o The Sanctuary, ao lado do Centro de Conferências Rainha Elizabeth II e de frente para a Abadia de Westminster.

## História

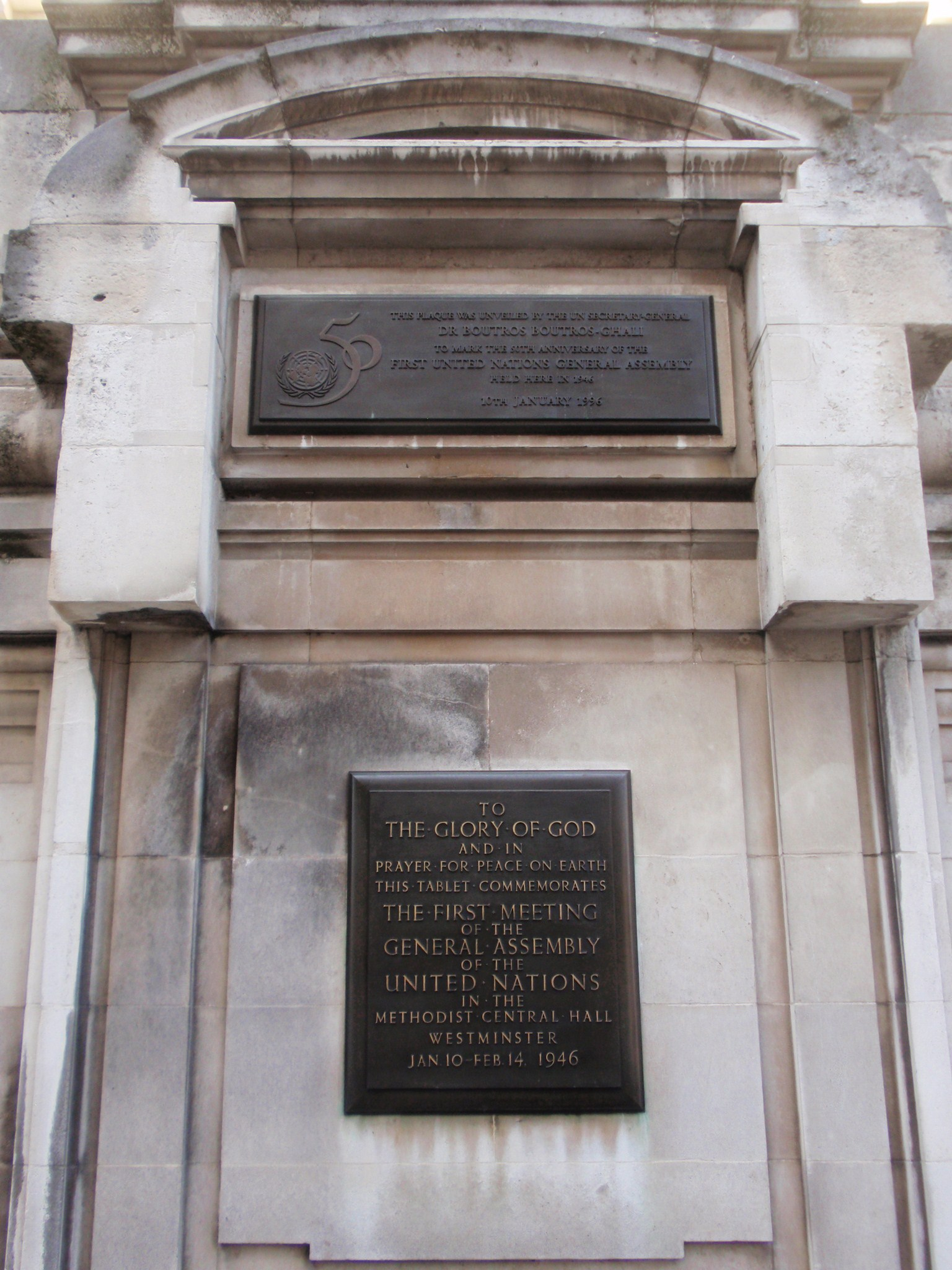
Placa do 50º aniversário da primeira reunião da Assembleia Geral das Nações Unidas no Salão Central

O Salão Central Metodista foi erguido pelos metodistas wesleyanos como um de seus "salões centrais" de propósito misto. O Salão Central deveria atuar não apenas como igreja, mas ser de "grande serviço para conferências sobre questões religiosas, educacionais, científicas, filantrópicas e sociais". O salão foi construído em 1905-1911 no local do Royal Aquarium, Music Hall e Imperial Theatre, um complexo de entretenimento que funcionou com sucesso variado de 1876 a 1903.  A construção foi financiada entre 1898 e 1908 pelo "Wesleyan Methodist Twentieth Century Fund" (ou o "Fundo do Milhão de Guinés", como ficou mais conhecido), cujo objetivo era arrecadar um milhão de guinéus de um milhão de metodistas. O fundo fechou em 1904 tendo levantado 1 024 501 guinéus (£ 1 075 727).
O edifício foi palco de vários eventos importantes. As reuniões do movimento sufragista ocorreram no Salão Central Metodista em 1914. As cenas foram reencenadas no filme Suffragette, de 2015, algumas das quais foram filmadas no salão.
O Salão Central Metodista sediou a primeira reunião da Assembleia Geral das Nações Unidas em 1946. Em troca do uso do salão, a assembleia votou para financiar a repintura das paredes da igreja em um azul claro. Enquanto estava sendo usado pela Assembleia Geral da ONU, a congregação se mudou para o Teatro Coliseu.
Tem sido usado regularmente para comícios políticos - oradores famosos incluíram Winnie Mandela, Mahatma Gandhi e Mikhail Gorbachev. Em setembro de 1972, o Clube de Segunda-Feira Conservador realizou uma reunião pública muito divulgada "Halt Immigration Now!" no salão principal, dirigida por vários oradores proeminentes, incluindo os membros do parlamento Ronald Bell, John Biggs-Davison, Harold Soref e John Stokes. O Monday Club continuou seu uso do edifício até 1991, quando realizou dois seminários lá.
Em 1968, o Central Hall sediou a primeira apresentação pública de Joseph and the Amazing Technicolor Dreamcoat, de Andrew Lloyd Webber em um concerto que também incluiu seu pai (o organista William Lloyd Webber, que foi diretor musical do Central Hall), seu irmão, o violoncelista Julian Lloyd Webber e o pianista John Lill.
No início de 1966, o Troféu Jules Rimet da Copa do Mundo da FIFA estava em exibição no Central Hall em preparação para o torneio de futebol que estava sendo realizado na Inglaterra naquele verão. Foi roubado do salão em 20 de março de 1966 e foi recuperado sete dias depois no sul de Londres, mas o ladrão nunca foi pego. A Inglaterra ganhou o troféu quatro meses depois. O Troféu Jules Rimet foi roubado novamente no Brasil e nunca mais foi recuperado, e por isso teve que ser substituído.
Em 2017, o Central Hall foi palco da primeira final da Copa do Mundo Interativa da FIFA, onde Spencer Ealing (conhecido como Gorila) venceu Kai Wollin (conhecido como DETO).
Em 2005, o Central Hall solicitou controversamente uma licença para vender álcool em seus cafés e locais de conferências. Como a Igreja Metodista tradicionalmente promove a abstinência e geralmente proíbe o consumo de álcool nas instalações da igreja, muitos metodistas argumentaram que a aplicação estava desafiando as regras da igreja e uma objeção por escrito foi compilada.
É frequentemente usado para inquéritos públicos, incluindo aqueles sobre o acidente ferroviário de Ladbroke Grove, o naufrágio do barco de recreio Marchioness, e o incidente do Domingo Sangrento na Irlanda do Norte.